# Minigioco
Un minigioco (scritto anche mini-gioco o mini gioco) è un piccolo videogioco, autonomo e autoconclusivo, contenuto all'interno di un altro videogioco più grande e complesso, e dotato di un proprio gameplay distinto da quello del gioco principale.
I minigiochi possono essere necessari al completamento del gioco principale, oppure opzionali, ad esempio un livello bonus può essere un minigioco. Possono anche essere presenti solo come easter egg o livelli segreti. Sono a volte offerti anche separatamente per promuovere il gioco che li ospita. Talvolta si trovano all'interno di applicazioni che di per sé non sono di intrattenimento. Esistono minigiochi che vengono proposti durante il caricamento in memoria del gioco principale, per ingannare il tempo di attesa; questa pratica divenne un brevetto della Namco tra il 1995 e il 2015, nonostante fosse già stata utilizzata da altri almeno dagli anni '80.

## Raccolte di minigiochi
Alcuni giochi, come quelli della serie WarioWare o molti della Cinemaware come Defender of the Crown o altri come Lazy Jones, sono costituiti essenzialmente da molti minigiochi messi insieme, che divengono l'attività principale del giocatore, mentre il gioco generale funge soltanto da raccordo tra essi. In questi casi il genere del videogioco stesso può essere identificato proprio come raccolta di minigiochi.
Parte di questi titoli, come quelli della serie Mario Party o Crash Bash, sono raccolte di minigiochi progettate in particolare per il multigiocatore, e sono detti videogiochi party o party game.